# Narvik IK
Narvik Ishockeyklubb, även Narvik Hockey, är en ishockeyklubb från Narvik i Nordland, Norge som spelar i Norska 1. divisjon. Man spelade två säsonger i Fjordkraftligaen från 2019 till 2021. Narvik var det första laget från Nordnorge som spelade i Fjordkraftligaen.

## Historia
Hemmamatcherna spelas i Nordkraft Arena; innan ishallen öppnades tränade och spelade man på en utomhusrink. Narvik spelade i svenska Division 3 fram till säsongen 2011/2012 och efter avslutad säsong så ansökte klubben om att få spela i Norska 1. divisjon och har sedan dess spelat i det Norska ligasystemet. Säsongen 2012/2013 hade Narvik ett B-lag som spelade i Svenska Division 3 A Norra, men efter den säsongen så valde klubben att ha B-laget i det Norska ligasystemet. 
Säsongen 1972/1973 noterades klubben för målskillnaden 6-219 på åtta matcher i Division IV Norrbotten Norra A, vilket bland annat omfattade storstryk med hela 0-55 mot Tuolluvaara IF.

## Säsonger sedan 2011
- 2011-2012 – Nr. 1 i 2. divisjon
- 2012-2013–  Nr. 9 i 1. divisjon
- 2013-2014 – Nr. 6 i 1. divisjon
- 2014-2015 – Nr. 4 i 1. divisjon
- 2015-2016 – Nr. 5 i 1. divisjon
- 2016-2017 – Nr. 6 i 1. divisjon
- 2017-2018 – Nr. 1 i 1. divisjon (seriemästare)
- 2018-2019 – Nr. 1 i 1. divisjon (seriemästare och  GET-ligaen)[5]
- 2019-2020 – Nr. 9 i GET-ligaen kvalificeringen för Get avbröts på grund av Coronaviruspandemin 2019–2021. Narvik fick behålla sin plats.[6][7]
- 2020-2021 – Nr. 10 i Fjordkraftligaen (Säsongen ställdes in på grund av högt smitttryck i coronapandemin och nedflyttad till 1. divisjon i ishockey för herrar) [8]